# Maireana radiata
Maireana radiata là loài thực vật có hoa thuộc họ Dền. Loài này được (Paul G. Wilson) Paul G. Wilson mô tả khoa học đầu tiên năm 1975.